# Уэссекс
Королевство Уэссекс (англ. Wessex, др.-англ. Westseaxna rīċe, «Западносаксонское королевство») — англосаксонское королевство на юге Великобритании, одно из семи королевств так называемой англосаксонской гептархии, основанное саксами в начале VI века в ходе англосаксонского завоевания Британии, и ставшее впоследствии частью Англии.
Англосаксы считают, что Уэссекс был основан Кердиком и Кинриком, но это может быть легендой. Двумя главными источниками по истории Уэссекса являются «Англосаксонская хроника» и «Западносаксонский генеалогический королевский список», которые иногда противоречат друг другу. Уэссекс стал христианским королевством после того как Кенвал был крещён, и был расширен при его правлении. Позже, Кедвалла завоевал Суссекс, Кент и остров Уайт. Его преемник, Ине, создал один из старейших сохранившихся кодексов английского права и основал вторую западносаксонскую епархию. Трон впоследствии переходил к ряду королей с неизвестным происхождением.
В течение VIII века, пока росла гегемония Мерсии, Уэссекс в значительной степени сохранил свою независимость. Именно в этот период была установлена система широв. Под властью Эгберта были завоёваны Суррей, Суссекс, Кент, Эссекс и Мерсия вместе с частью Дамнонии. Он также сохранил верховенство нортумбрийского короля. Однако, независимость Мерсии была восстановлена в 830 году. Во время правления его преемника, Этельвульфа, в устье Темзы прибыла датская армия, но она была разгромлена. Когда сын Этельвульфа, Этельбальд, захватил трон, королевство было поделено, чтобы избежать войны. В свою очередь, Этельвульф наследовал своих четырём сыновьям, младшим из которых был Альфред Великий.
В 871 году в Уэссекс вторглись датчане, и Альфред был вынужден заплатить, чтобы они ушли. В 876 году они вернулись, но были вынуждены отступить. В 878 году они заставили Альфреда бежать в Сомерсетскую равнину, но, в конечном счёте, были разбиты в битве при Эдингтоне. Во время своего правления Альфред издал новый кодекс законов, собрал учёных к своему двору и смог потратить денежные средства на строительство кораблей, организацию армии и установление системы бургов. Сын Альфреда, Эдуард, отобрал восточную часть Мидлендса и Восточную Англию у датчан и в 918 году стал правителем Мерсии после смерти своей сестры, Этельфледы. В 927 году сын Эдуарда, Этельстан, завоевал Нортумбрию, и Англия впервые стала единым королевством. Кнуд Великий, завоевавший Англию в 1016 году, создал богатое и сильное графство Уэссекс, но в 1066 году Гарольд II Годвинсон снова объединил графство с короной, и Уэссекс перестал существовать.

## История
Современные археологи используют термин «Уэссекская культура» для именования культуры эпохи среднего бронзового века, жившей на этой территории около 1600—1200 годов до н. э. За тысячу лет до этого, в позднем неолите, на равнине Солсбери были завершены ритуальные места Эйвбри и Стоунхенджа; но последняя стадия Стоунхенджа была воздвигнута во время Уэссекской культуры в начале бронзового века. На этой территории находятся многие другие земляные сооружения и стоячие каменные монументы эпох неолита и раннего бронзового века, включая Дорсетский курсус, земляное сооружение 10 км в длину и 100 м в ширину, которые было ориентировано на закат во время летнего солнцестояния.
Хоть земледелие и охота и продолжали существовать во время этого долгого периода, здесь осталось мало археологических свидетельств человеческих поселений. Начиная с эпохи неолита меловые отложения Уэссекса пересекала Дорога Харроу, которую всё ещё можно проследить от Маразиона в Корнуолле до берега пролива Ла-Манш вблизи Дувра, и, возможно, она соединялась с древней оловянной дорогой.
Во время римской оккупации на территории Уэссекса было основано множество загородных домов с прикреплённым хозяйством, вместе с важными городами Дорчестером и Винчестером (окончание -chester происходит от лат. castra «военный лагерь»). Римляне, или, скорее, романобритты, построили другую крупную дорогу, интегрировавшую Уэссекс, протянувшуюся на восток от Эксетера через Дорчестер до Силчестера и далее до Лондона. Начало IV века было мирным временем в Римской Британии. Однако, вследствие предыдущего вторжения в 360 году, которое было остановлено римской армией, пикты и скотты в 367 году атаковали Вал Адриана на дальнем севере и разбили солдат, базировавшихся вдоль него. Они опустошили множество земель в Британии и осадили Лондон. Римляне ответили быстро, и в 368 году комит Британии Феодосий восстановил земли до самого Вала.
Римляне временно потеряли контроль над Британией после смерти Магна Максима в 388 году. Стилихон попытался восстановить римскую власть в конце 390-х годов, но в 401 году он отправил римские войска из Британии на борьбу с готами. Два последующих римских правителя Британии, назначенные оставшимися войсками, были убиты. Правителем стал Константин III, но затем он ушёл в Галлию и отозвал ещё больше войск. Затем бритты попросили Гонория о помощи, но в 410 году в ответ сказал им организовать свою собственную защиту. С этого момента в Британии больше не было римских войск. После этих событий произошёл экономический спад, завершился оборот римских монет, и прекратился импорт товаров из Римской империи.
Во «Введении в англосаксонскую Британию» Питер Хантер Блэр делит традиции, касающиеся англосаксонского поселения Британии, на две категории: валлийскую и английскую. «На руинах и завоевание Британии» Гильды лучше всего сохраняет валлийскую традицию. Вкратце, здесь говорится о том, что, после того как римляне ушли, бритты некоторое время смогли просуществовать без каких-либо значительных проблем. Однако, когда они, в конце концов, встретились с северными захватчиками, некий безымянный правитель Британии (названный Гильдой «гордым тираном») запросил помощь у саксов в обмен на землю. В течение времени не возникало конфликтов между бриттами и саксами, но в результате «спора о поставке провизии» саксы объявили войну бриттам и сильно разрушили части страны. Однако, одновременно с тем как несколько саксонских войск покинуло Британию под руководством Амвросия Аврелиана, бритты впоследствии разгромили тех, кто остался. Завязался продолжительный конфликт, в котором ни одна из сторон не добилась какого-либо решающего преимущества, пока бритты не победили саксов в битве при Бадонском Холме. После этого для бриттов начался мирный период, при котором Гильда жил в момент, когда он написал «На руинах и завоевание Британии».
Одной из английских традиций относительно саксонского прибытия является традиция Хенгиста и Хорсы. Когда Беда написал свою «Церковную историю народа англов», он адаптировал рассказ Гильды и добавил такие детали, как имена участников. «Гордому тирану» он дал имя Вортигем, а саксонских командующих он назвал Хенгистом и Хорсой. Дополнительные детали были добавлены в произведение в «Истории бриттов», которая была частично написала Неннием. Согласно «Истории», Хенгист и Хорса сражались с захватчиками Британии при условии получения острова Танет. Дочь Хенгиста, Ровена, позже прибыла на корабле с подкреплением, и Вортигем женился на ней. Однако, в Кенте началась война из-за спора между Хенгистом и сыном Вортигема. После поражений в нескольких битвах, саксонцы окончательно разгромили британцев, предательски атаковав их, когда две стороны собрались для встречи. Несколько дополнительных деталей легенды о Хенгисте и Хорсе можно найти в «Англосаксонской хронике». Затем, «Хроника» записывает последующие прибытия саксонцев, включая прибытие Кердика, основателя Уэссекса, в 495 году.

## Саксонское поселение

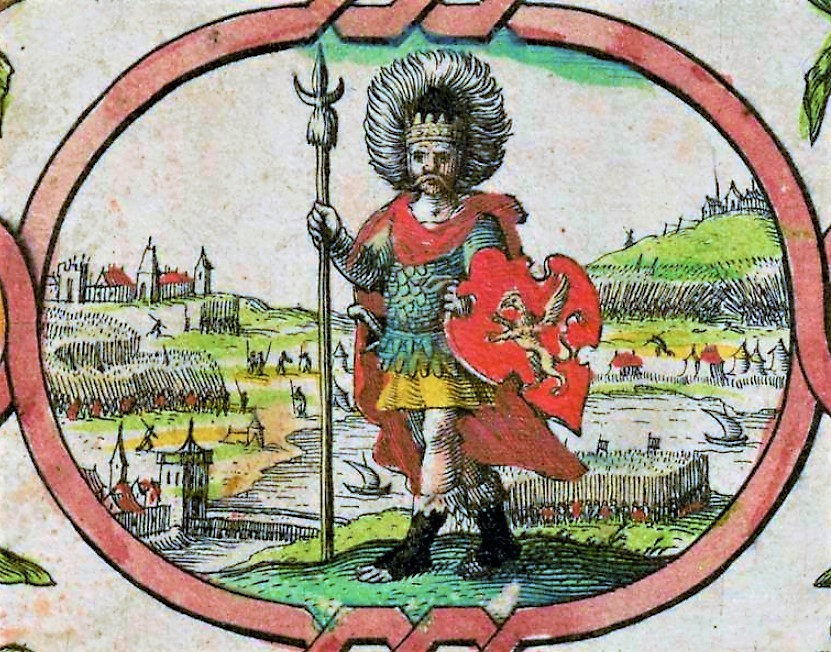
Воображаемое изображение Кердика из «Саксонской гептархии» Джона Спида 1611 года

«Англосаксонская хроника», основной письменный источник по созданию Уэссекса, гласит, что Кердик и Кинрик высадились в Британии с пятью кораблями в 495 году. Хоть вступление и упоминает Кинрика как сына Кердика, другой источник записывает его как сына Креоды, сына Кердика. Считается, что их местом высадки является южный берег Гэмпшира (хотя Беде записал, что Уэссекс был населён ютами, и был захвачен саксонами только в конце VII века, под предводительством Кедваллы, и здесь не было окончательных археологических находок, которые особенно считались бы «наводящими на мысль о раннем англосаксонском поселении»).
«Хроника» продолжает, говоря о том, что «Порт, вместе со своими двумя сыновьями Бьедой и Меглой», высадился в Портсмуте в 501 году и убил высокопоставленного британского дворянина. В 508 году Кердик и Кинрик убили британского короля по имени Натанлеод и ещё пять тысяч людей вместе с ним (хотя историчность Натанлеода была под вопросом). В 519 году Кердик стал первым королём Уэссекса. В 519 году саксы атаковали Сердисфорд, намереваясь пересечь реку Эйвон и заблокировать дорогу, которая соединяла Олд-Сарум и Бэдбри-Рингз, британскую крепость. По-видимому, битва не окончилась победой какой-либо из сторон, и экспансия Уэссекса завершилась в течение около тридцати лет. Вероятно, это произошло из-за потерь во время битвы и очевидного мирного соглашения с бриттами. Считается, что Битва при Бадонском Холме произошла примерно в это время. Гильда говорит, что саксы были полностью разгромлены в битве, в которой, по словам Ненния, участвовал король Артур. Это поражение не зафиксировано в «Хронике». Тридцатилетний период мира был временно нарушен, когда, согласно «Хронике», в 530 году саксы завоевали остров Уайт в битве при Кэрисбруке.
Кинрик стал правителем Уэссекса после смерти Кердика в 534 году и правил двадцать шесть лет. Предполагается, что Кевлин, который стал преемником Кинрика примерно в 581 году, был его сыном. Считается, что правление Кевлина было задокументировано надёжнее, чем правления его предшественников, хотя даты «Хроники» 560 и 592 годов отличаются от пересмотренной хронологии. Кевлин изжил группы оставшихся бриттов к северо-западу, в Чилтерн-Хилс, Глостершир и Сомерсет. Захват Сайренсестера, Глостера и Бата в 577 году, после паузы, вызванной Битвой при Бадонском Холме, открыл путь на юго-запад.
Кевлин является одним из семи королей, названных в «Церковной истории народа англов» Беде носящими «абсолютную власть» над южными англичанами: «Хроника» позже повторяет это заявление, ссылаясь на Кевлина как на бретвальду, или «правителя Британии». Кевлин был свергнут, возможно, своим наследником, племянником по имени Кёл, и умер через год. Шесть лет спустя, примерно в 594 году, Кёл наследовал брату, Келвульфу, который, в свою очередь, наследовал примерно в 617 году Кинегильсу. Генеалогии не соглашаются по поводу происхождения Кинегильса: в качестве его отца по-разному называют Кёлу, Кёлвульфа, Кёла, Кутвине, Куту или Кутвульфа.

## Христианский Уэссекс и подъём Мерсии

Кельтские и англосаксонские королевства около 600 года.

Именно во время правления Кинегильса происходит первое событие в западносаксонской истории, которое может быть датировано с допустимой уверенностью: крещение Кинегильса Бирином, которое произошло в конце 630-х годов, возможно, в 640 году. Бирин затем был признан эпископом западных саксов, а его резиденция находилась в Дорчестере-на-Темзе. Это было первое обращение в христианство западносаксонским королём, но за ним не последовало немедленное обращение всех западных саксов: преемник Кинегильса (и, возможно, его сын), Кенвал, который взошёл на трон примерно в 642 году, был язычником в момент своего коронования. Однако, всего несколько лет спустя он тоже был крещён, и Уэссекс крепко утвердился как христианское королевство. Крёстным отцом Кинегильса был король Нортумбрии Освальд, а его обращение могло быть связано с альянсом против короля Мерсии Пенды, который ранее напал на Уэссекс.
Эти нападения отметили начало длительного давления со стороны расширяющегося королевства Мерсии. В это время оно могло отнять у Уэссекса его территории к северу от Темзы и Эйвона, поддержав переориентацию королевства на юг. Кенвал женился на дочери Пенды, а когда он отверг её, Пенда вторгся снова и отправил его в ссылку на некоторое время, возможно, на три года. Даты точно не известны, но, возможно, это было в конце 640-х или начале 650-х годов. Он провёл свою ссылку в Восточной Англии, и там был обращён в христианство. После своего возвращения Кенвал столкнулся с дальнейшими нападениями наследника Пенды Вульфхера, но смог расширить западносаксонскую территорию в Сомерсете за счёт бриттов. Он основал вторую епархию в Винчестере, в то время как дорчестерская епархия была вскоре покинута, когда мерсийские войска двинулись на юг. Винчестер в конечном итоге развил бы в действующую столицу Уэссекса.
После смерти Кенвала в 673 году его вдова, Сексбурга, владела троном в течение года; её наследником стал Эсквин, который, вероятно, происходил от другого брата Кевлина. Это был один из нескольких случаев, когда считалось, что титул короля Уэссекса должен был перейти к дальней ветви королевской семьи с ненарушенной мужской линией наследования от Кердика; эти притязания могут быть подлинными или могут отразить ложное заявление о наследовании от Кердика и узаконить новую династию. Правление Эсквина длилось только два года, и в 676 году трон перешёл обратно к непосредственной семье Кенвала с воцарением его брата Кентвина. Известно, что Кентвин сражался и выигрывал битвы против бриттов, но подробности не сохранились.
Кедвин наследовал другому предполагаемому дальнему родственнику, Кедвалле, который заявил о происхождении от Кевлина. Кедвалла правил всего два года, но достиг впечатляющего подъёма мощи королевства, завоевав королевства Суссекс, Кент и остров Уайт, хоть Кент и вернул свою независимость почти сразу же, а спустя несколько лет это сделал Суссекс. Его правление завершилось в 688 году, когда он отрёкся от престола и отправился в паломничество в Рим, где был крещён папой Сергием I и умер вскоре после этого.
Его наследником стал Ине, который также заявил о том, что является наследником Кердика через Кевлина, но снова через отдалённую линию наследования. Ине был самым надёжным из западносаксонских королей, правившим 38 лет. Он издал старейший сохранившийся английский кодекс законов, не считая такой же у королевства Кент, и основал вторую западносаксонкую епархию в Шерборне, охватывавшую территории к западу от Селвудского леса. Ближе к концу своей жизни он последовал по стопам Кедваллы, отказавшись от престола и совершив паломничество в Рим. Затем трон перешёл к ряду других королей, которые заявили о происхождении от Кердика, но чьи предполагаемые родословные и отношение друг к другу неизвестны.
В течение VIII века Уэссекс находился в тени Мерсии, чья мощь тогда была на пике, и западносаксонские короли могли в то время признавать мерсийское верховенство. Однако, они могли избежать более существенного контроля, который Мерсия оказывала на более мелкие королевства. Во время этого периода Уэссекс продолжал своё постепенное продвижение на запад, сокрушив бриттское королевство Дамнония. В это время Уэссекс де-факто взял контроль над большей частью Девона, хоть бритты и сохраняли некоторую степень независимости в Девоне до, как минимум, X века. В результате мерсийского завоевания северной части своих ранних территорий в Глостершире и Оксфордшире Темза и Эйвон теперь, возможно, сформировали северную границу Уэссекса, тогда как его центральная часть находилась в Гэмпшире, Уилтшире, Беркшире, Дорсете и Сомерсете. Система широв, которая позднее должна была сформировать основу местной администрации по всей Англии (а также, в конечном счёте, Ирландии, Уэльсу и Шотландии), возникла в Уэссексе и была основана в середине VIII века.

## Гегемония Уэссекса и набеги викингов
В 802 году королём стал Эгберт, происходивший из младшей ветки правящей династии, которая заявляла о происхождении от брата Ине Ингилда. После его воцарения трон прочно утвердился в руках единственной семьи. В начале своего правления он возглавил две кампании против «западных валлийцев», первую в 813 и затем снова при Гафулфорде в 825 году. По ходу этих кампаний он завоевал западных бриттов, всё ещё находившихся в Девоне, и понизил тех, что находились за рекой Теймар, ныне в Корнуолле, до статуса вассала. В 825 или 826 году он перевернул политический порядок Англии, окончательно победив короля Мерсии Беорнвульфа при Эллендуне и отняв контроль над Сурреем, Суссексом, Кентом и Эссексом у мерсийцев, в то время как с его помощью Восточная Англия избавилась от мерсийского контроля. В 829 году он завоевал Мерсию, отправив её короля Виглафа в изгнание и защитив признание своего верховенства от короля Нортумбрии. Тем самым, он стал Бретвальдой, или высшим королём Британии. Эта позиция доминирования была кратковременной, после того как Виглаф вернулся и восстановил независимость Мерсии в 830 году, но продвижение Уэссекса через юго-восточную Англию оказалось необратимым.
Поздние года Эгберта совпали с началом набегов датских викингов на Уэссекс, которые постоянно происходили начиная с 835 года. В 851 году большая датская армия, которая, как говорили, располагала 350 кораблями, прибыла в устье Темзы. Победив в битве короля Мерсии Беортвульфа, датчане продвинулись дальше и вторглись в Уэссекс, но были окончательно сокрушены сыном и наследником Эгберта королём Этельвульфом в исключительно кровавой битве при Аклее. Эта победа отсрочила датские завоевания в Англии на пятнадцать лет, но набеги на Уэссекс продолжились.
В 855 или 856 году Этельвульф отправился в паломничество в Рим, и его старший выживший сын Этельбальд воспользовался его отречением, чтобы захватить трон отца. После своего возвращения Этельвульф согласился разделить королевство со своим сыном, чтобы избежать кровопролития, управляя новыми территориями на востоке, в то время как Этельбальд владел старыми центральными территориями на западе. Этельвульф наследовал каждому из своих четырёх выживших сыновей, правившему каждый после каждого: непослушному Этельбальду, затем Этельберту, который ранее унаследовал восточные территории от своего отца и который объединил королевство после смерти Этельбальда, затем Этельреду и, наконец, Альфреду Великому. Это произошло из-за того, что первые два брата умерли в войнах с датчанами, не оставив наследников, в то время как сыновья Этельреда были слишком молоды, чтобы править, когда их отец умер.

## Последнее английское королевство
В 865 году несколько датских командующих объединили каждый свои силы в одну большую армию и высадились в Англии. В течение следующих лет то, что стало известно как Великая языческая армия, сокрушило королевства Нортумбрии и Восточной Англии. Затем, в 871 году, из Скандинавии прибыла Великая летняя армия и усилила Великую языческую армию. Усиленная армия вторглась в Уэссекс и, хоть Этельред и Альфред и одержали несколько побед и преуспели в предотвращении завоевания их королевства, большое число поражений и большие потери людей заставили Альфреда заплатить датчанам, чтобы те покинули Уэссекс. Следующие несколько лет датчане провели, покоряя Мерсию, и некоторые из них поселились в Нортумбрии, но в 876 году остальные вернулись в Уэссекс. Альфред отреагировал продуктивно и в 877 с небольшим количеством боевых действий смог добиться их ухода. Часть датской армии поселилась в Мерсии, но в начале 878 года оставшиеся датчане организовали зимнее вторжение в Уэссекс, застав Альфреда врасплох и опустошив большую часть королевства. Альфред смог только укрыться с небольшой группой сторонников в болотах Сомерсетской равнины, но спустя несколько месяцев был способен собрать армию и победить датчан в битве при Эдингтоне, в результате чего они окончательно ушли из Уэссекса и осели в Восточной Англии. В 870-х годах — перед основанием Нормандии в 911 году — происходили одновременные датские набеги на северное побережье Франции и Бретани, а зафиксированные датские союзы с бретонцами и корнцами могли привести к подавлению корнской автономии после смерти в 875 году короля Донарта от утопления, как записано в «Анналах Камбрии». После этого не было записано никаких последующих «королей» Корнуолла, однако, Ассер записывает Корнуолл как отдельное от Уэссекса королевство в 890-х годах.
В 879 году флот викингов, который был собран в устье Темзы, переплыл и начал новую кампанию на континенте. Неистовая армия викингов на континенте заставила Альфреда защитить своё королевство Уэссекс. В течение следующих лет Альфред провёл впечатляющую реорганизацию правительства и оборонительных сооружений Уэссекса, построив военные корабли, организовав армию в две смены, которая служила поочерёдно, и создав систему укреплённых крепостей по всему королевству. Эта система записана в документе X века, известном как «Burghal Hidage», который подробно рассказывает о местоположении и требованиях к гарнизонам 33 фортов, чьё расположение гарантировало, чтобы никто в Уэссексе не находился более чем в сутках пути от безопасного места. В 890-х эти реформы помогли отразить вторжение другой большой датской армии, — которой помогли датчане, осевшие в Англии, — с минимальными потерями.
Альфред также реформировал управление юстиции, создав новый кодекс законов, и отстоял возрождение учёности и образования. Он собрал к своему двору учёных со всей Англии и откуда либо из Европы, и с их помощью перевёл ряд латинских текстов на английский, проделав большую часть работы лично, и провёл составление «Англосаксонской хроники». В результате этих книжных усилий и политического доминирования Уэссекса западносаксонский диалект этого периода стал стандартной письменной формой древнеанглийского языка до конца англосаксонского периода и был таковым позднее.
Датские завоевания разрушили королевства Нортумбрию и Восточную Англию и поделили королевство Мерсия пополам, а датчане поселились на северо-востоке, в то время как юго-запад остался английскому королю Кёлвульфу, якобы датской марионетке. Когда правление Кёлвульфа подошло к концу, его сменил на посту как правителя «Английской Мерсии» не другой король, а всего лишь олдермен по имени Этельред, который признал верховенство Альфреда и женился на его дочери Этельфледе. Процесс, по которому произошло изменение статуса Мерсии, неизвестен, но он оставил Альфреда единственным оставшимся английским королём.

## Объединение Англии и графство Уэссекс
После вторжений в 890-х годах датские поселенцы в Англии и небольшие отряды из-за морей продолжили атаковать Уэссекс и Английскую Мерсию, но эти набеги обычно терпели неудачу, тогда как в дальнейшем не было никаких крупных вторжений с континента. Баланс сил неуклонно смещался в пользу англичан. В 911 году олдермен Этельред умер, оставив свою вдову, дочь Альфреда Этельфледу, ответственной за Мерсию. Сын и наследник Альфреда Эдуард Старший позже захватил Лондон, Оксфорд и окружающую территорию, включающую, возможно, Мидлсекс, Хартфордшир, Бакингемшир и Оксфордшир, от Мерсии до Уэссекса. С 913 по 918 год ряд английских наступлений сокрушил датчан Мерсии и Восточной Англии, принеся всю Англии к югу от Хамбера под контроль Эдуарда. В 918 году Этельфреда умерла и Эдуард получил прямой контроль над Мерсией, уничтожил то, что осталось от её независимости, и гарантировав, что отныне будет только одно королевство англичан. В 927 году наследник Эдуарда Этельстан завоевал Нортумбрию, и вся Англия впервые стала единым королевством.. Королевство Уэссекс, таким образом, превратилось в Королевство Англия.
Хоть Уэссекс теперь и был фактически превращён в более крупное королевство, которое создала его экспансия, как и другие бывшие королевства, он некоторое время всё ещё имел определённую идентичность, которая периодически встречала обновлённое политическое выражение. После смерти короля Эдреда в 955 году Англия была поделена между двумя его сыновьями: старший сын Эдвиг правил в Уэссексе, в то время как Мерсия перешла к его младшему брату Эдгару. Однако, в 959 году Эдвиг умер, и вся Англия перешла под контроль Эдгара.
После завоевания Англии датским королём Кнудом в 1016 году он основал графства, основанные на бывших королевствах Нортумбрии, Мерсии и Восточной Англии, но первоначально лично управлял Уэссексом. Однако, в течение нескольких лет он создал графство Уэссекс, охватывавшее всю Англию к югу от Темзы, для своего английского ставленника Годвина. В течение практически пятидесяти лет крайне богатые владельцы этого графства, сначала Годвин, а затем его сын Гарольд, были самыми могущественными людьми в английской политике после короля. В конечном счёте, после смерти Эдуарда Исповедника в 1066 году Гарольд стал королём, объединив графство Уэссекс с короной. Ни один новый граф не был назначен до последующего нормандского завоевания Англии, и, так как нормандские короли вскоре покончили с великими графствами позднего англосаксонского периода, 1066 год отмечается исчезновением Уэссекса как политической единицы.